# 髻華
髻華（うず）は、日本の古代の髪飾りである。
古代、草木の花、草、枝を髪飾りとして頭や冠に挿す風習があり、この髪飾りを「うず」と呼んだ。『古事記』景行天皇条に、倭健命が死に臨んで詠んだ国偲歌（くにしのびうた）があり、そこに「平群の山の 熊白檮（くまがし）が葉を 宇受（うず）に挿せ」と、うずに言及した箇所がある。熊白檮は大きな樫の木の意味である。
うずを頭や冠に挿す行為には、単なる装飾目的だけでなく、延命長寿を願う呪術的意味もあったとされる。植物の霊力やその植物の生育する土地に宿る神の加護の移入を願って挿したという。
『隋書』倭国伝に「隋に至りて、其の王、始めて冠を制す。以錦綵を以て之を為り、金銀鏤花を以て飾と為す」とある。推古天皇の冠位十二階制定に関する言及であり、色とりどりの錦で冠（帽子）を作り、さらに金銀の花飾りを挿したという。『日本書紀』によると、元日に冠に髻華を装着した。このように、うずに髻華の字が当てられ、金属製の花飾りも髻華と呼ぶようになった。
さらに推古天皇19年（611年）の菟田野の薬猟では、徳位は金、仁位は豹尾、礼位以下は鳥尾の髻花（うず）を挿した。このように、髻華は花や造花だけでなく、豹尾や鳥尾の髪飾りも意味するようになった。
古代には、髻華のほかに、鬘（かづら）と呼ばれる植物による髪飾りもあった。鬘は、頭周を一周して鉢巻のように巻いた飾りだと考えられている。
このように、元来植物による髪飾りであった髻華が、造花や動物の尾や羽根による髪飾りも意味するようになった。そして、こうした装飾が、のちの礼冠や冕冠の金属製の花唐草文様の透かし彫り装飾（櫛形、押鬘）に受け継がれていったと考えられている。